# Espumadera

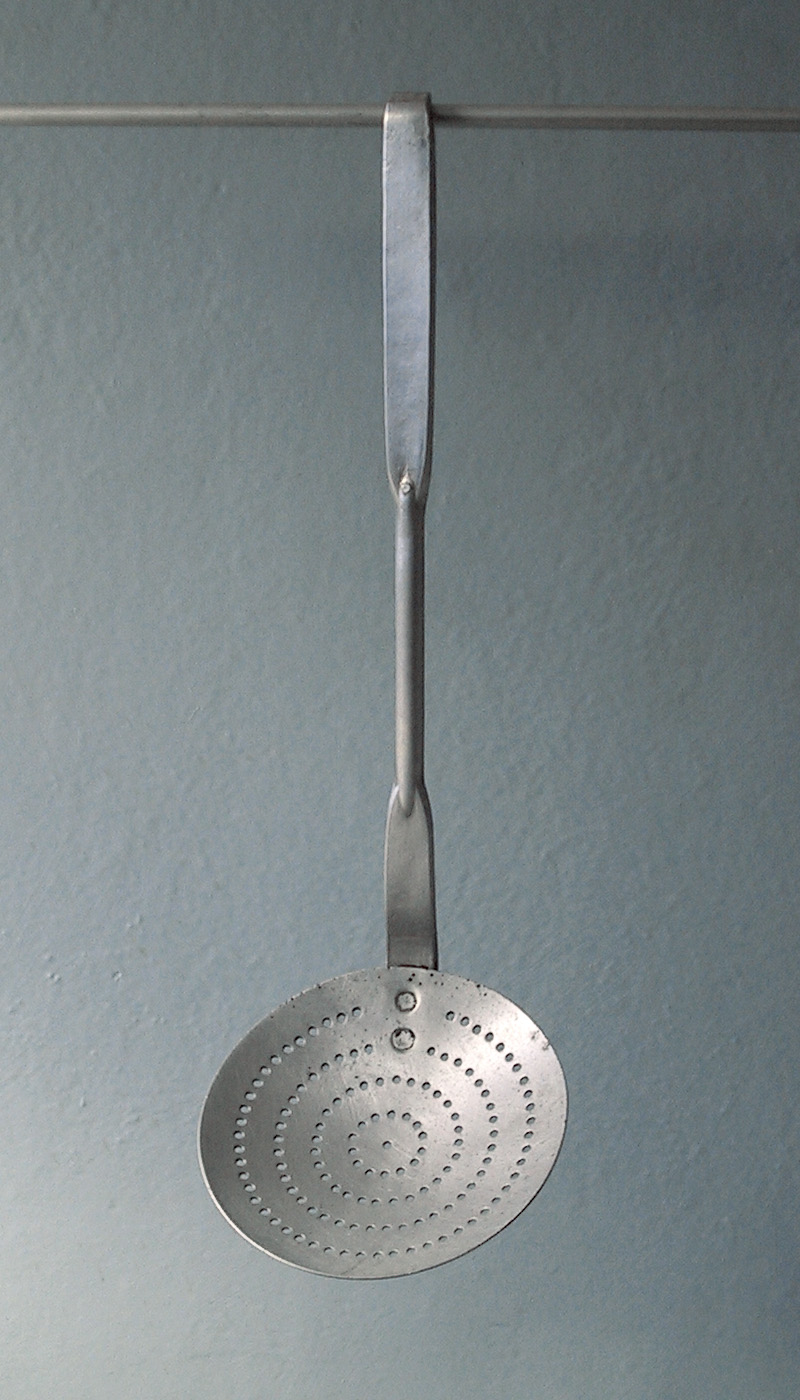
Espumadera de aluminio.

La espumadera es un utensilio de cocina empleado para sacar los alimentos fritos o cocidos del interior de la sartén o cacerola, aunque también se emplea este instrumento para espumar (quitar la espuma a los caldos o líquidos), y de ahí proviene su nombre. Consta de un largo mango y una especie de cazoleta en forma de paleta, muy abierta, y con orificios en su superficie para que al sacar los alimentos sólidos los líquidos se escurran por los agujeros. Es muy empleada en la elaboración de alimentos fritos (papas fritas, croquetas, etc. ) en los que conviene sacarlos de la fritura a medida que van dorándose por el efecto del calor.
En el año 2022, Álvaro Manero presentó una versión de aleación mejorada, en la Feria Anual de la Espumadera de París.